# Francis Lister
Pour les articles homonymes, voir Lister.
Francis Lister est un acteur britannique, né le 2 avril 1899 à Londres (Royaume-Uni) et décédé le 28 octobre 1951 à Londres.

## Filmographie partielle
- 1923 : Comin' Thro the Rye de Cecil M. Hepworth
- 1929 : Atlantic d'Ewald André Dupont
- 1932 : Jack's the Boy de Walter Forde
- 1935 : Le Conquérant des Indes (Clive of India) de Richard Boleslawski
- 1935 : Cardinal Richelieu de Rowland V. Lee
- 1935 : Les Révoltés du Bounty (Mutiny on the Bounty) de Frank Lloyd
- 1937 : Le Chevalier de Londres (The Return of the Scarlet Pimpernel) de Hanns Schwarz
- 1939 : Murder in Soho de Norman Lee
- 1944 : The Hundred Pound Window de Brian Desmond Hurst
- 1944 : Henry V (The Chronicle History of King Henry the Fift with His Battell Fought at Agincourt in France) de Laurence Olivier
- 1945 : Le Masque aux yeux verts (The Wicked Lady) de Leslie Arliss
- 1949 : Christophe Colomb (Christopher Columbus) de David MacDonald
- 1951 : Home to Danger de Terence Fisher